# 徐守莉
徐守莉（1959年—），女，江苏扬州人，中国大陆演员。1989年凭借电影《欢乐英雄》获得第9届中国电影金鸡奖最佳女主角。